# Баку (порт)
Бакинський міжнародний морський торговельний порт — морський торговельний порт в місті Баку, Азербайджан. Найбільший порт на Каспійському морі. Порт розташований на перетині транспортних коридорів Схід-Захід та Північ-Південь. Через портові термінали підтримується морський торговельний зв'язок з великими портами Каспійського моря, а за допомогою Волго-Донського і Волго-Балтійського каналу, з портами Чорного, Середземного, Балтійського, Північного морів, Атлантичного океану. Протягом 2018 року Бакинський міжнародний порт обробив 3,8 млн тонн вантажу.
18 березня 2015 року за указом президента Ільхама Алієва, порт Баку був реорганізований в закрите акціонерне товариство (ЗАТ).

## Історія
Бакинський порт є одним з найстаріших портів Каспійського моря. Він існував на багатьох етапах історії державного будівництва Азербайджану. Протягом століть порт Баку служив мостом між сходом та заходом, поєднуючи древній Шовковий шлях, а також транспортний коридор Північ-Південь, що з'єднує Північну Європу з Близьким Сходом і Південною Азією. Пізніше цей маршрут використовували іноземні купці з Європи, Індії та інших країн.
В середині XV століття на торгових шляхах Волга-Дон і Каспійське море було відкрито новий комерційний маршрут, який з'єднує Східну Європу з Індією. Це відкриття підвищило важливість сьогоднішнього Бакинського порту як ключового центру для торгівлі на Каспійському морі, а також міжнародної морської торгівлі. Хоча морська торгівля в попередні століття була основним видом діяльності Баку, офіційні історичні згадки про порт Баку зустрічаються з 1564 року. У 1564 році указом Сефевидського правителя I шаха Тахмасіба шейх Захід був призначений «першим міністром» порту Баку.
У 1703 році більше 20 індійських караванів подорожували маршрутом Баку — Ардебіль, експортуючи шовк, масло, рибу, хутро, мідь, коней, натуральну фарбу, ікру і шкіру.
В середині XIX століття почалося будівництво сучасного порту Баку, і 21 липня 1902 року порту було офіційно надано право самоврядування. З точки зору вантажних і пасажирських перевезень, порт був одним з провідних портів світу, в тому числі найбільшим портом Російської імперії. Різні види сухих вантажів, такі як бавовна і цукор, були включені в основні торгові позиції Каспійського моря, як порт Баку, Красноводськ (сьогодні Туркменбаші), Петровськ (сьогодні Махачкала) та іранські порти. У 1900 році щорічний вантажообіг досяг 6,5 млн тонн (близько 400 млн російських пудів), а в 1912 році порт обслужив 157 779 пасажирів. Російська імперія отримала вигоду від транзитних можливостей Бакинського порту, і приблизно 38,1 мільйона пудів пройшли через порт Баку як транзитний вантаж. Слід зазначити, що в 1905 році це була найбільш завантажена гавань.
Було проведено ряд будівельних робіт для забезпечення безпечного руху нафтових танкерів в порту Баку з червня по серпень 1920 року за рахунок видобутку нафти. З 1923 по 1924 роки обсяг торгівлі в порту Баку становив 27,3 % від загального обсягу вантажоперевезень Радянського Союзу. Цей результат перетворив Бакинський порт в провідний порт Радянського Союзу .
Бакинська гавань зіграла активну роль в захисті державних кордонів під час Другої світової війни. За короткий проміжок часу з порту Баку було доставлено значну кількість вантажу для доставки на лінію фронту. За три місяці 1942 року обсяг вантажів збільшився вдвічі — з 187 200 тонн до 445 800 тонн.
У порту були проведені масштабні роботи з реконструкції, щоб отримати статус колишнього порту Баку після Другої світової війни. У 1963 році був введений в експлуатацію новий поромний термінал, а потім почалося будівництво службового мосту для пасажирів. У 1972 році було завершено будівництво нової пасажирської будівлі.
Після здобуття незалежності за ініціативи загальнонаціонального лідера Гейдара Алієва Азербайджанська Республіка встановила тісне економічне співробітництво з сусідніми країнами. У 1998 році в Баку була проведена міжнародна конференція під назвою «Стародавній шовковий шлях», щоб відновити стародавні торгові шляхи і закласти основу для подальшої співпраці з зацікавленими країнами. На додаток до найбільших морських портів в світі, великі торгові міста в Центральній Євразії історично стають сухими центрами. Подорож між торговцями стародавнім шовковим шляхом між Європою і Азією тривало місяці й роки, а центри Центральної Євразії були найважливішими регіональними центрами логістики і розподілу. У кожного з них було кілька караван-сараїв, де торговці обмінювалися товарами та ідеями й мали можливість зустрічатися з людьми з різних культур. Такі торгові центри були пов'язані з іншими регіональними вузлами і великими містами через мережу великих торгових коридорів, які перетинають Євразію і Близький Схід. Коридори Шовкового шляху служили протягом багатьох століть процвітання Центральної Азії.
28 листопада 1994 року Бакинський міжнародний морський торговий порт був затверджений статутом № 407 Кабінету Міністрів Азербайджанської Республіки. Відповідно до цієї хартії, порт працює на повноцінній та самостійній основі як юридична особа.
Президент Ільхам Алієв визначив використання транзитного потенціалу країни як основної мети державної політики, підкресливши, що це буде основний проект нафтового сектора, забезпечивши другу за величиною частку бюджету, вказуючи на порт Баку, як основний стратегічний проект в галузі диверсифікації економіки. 18 березня 2015 року з розпорядженням Президента Азербайджанської Республіки Ільхама Алієва Бакинський порт був реорганізований зі створенням Закритого акціонерного товариства (ЗАТ). В даний час порт Баку рухається в бік Євразії як основний транспортно-логістичний вузол регіону.

## Інфраструктура порту
Нова Бакинська гавань і термінали:
1. Новий Бакинський Порт і поромний термінал, розташований в селищі Алят
2. Головний термінал навантаження
3. Дубенді нафтовий термінал
Новий порт Баку, розташований в селищі Алят, є транспортним вузлом, що з'єднує країну із заходом (Туреччина та ЄС), півднем (Іран і Індія) і північчю (Росія). Розташований в безпосередній близькості від регіонів Азербайджану, цей порт збільшує пропускну здатність порту для зв'язку з регіонами, збільшуючи тим самим обсяг перевалки. Крім того, область, де знаходиться нова гавань, перетинається з існуючими автомобільними дорогами та залізницями, що з'єднують внутрішні райони країни. Три міжнародні залізничні лінії, які перетинають Азербайджан, проходять через Алят:
• Залізнична лінія від Баку до Росії і північного заходу
• Грузія, узбережжя Чорного моря і залізнична лінія, що йде на захід від Туреччини.
• Залізнична лінія, що тягнеться на південь до іранського кордону.
Поромний термінал розташований на заході Нью-Харбора, в південній частині входу в порт. Поромний термінал складається з двосторонніх мостів, включаючи центральний тротуарний міст по обидва боки. Залізничні вагони і вантажівки перевозяться за допомогою залізних перегородок, а надземний вхідний міст, спроектований на кожному здвоєному мосту, забезпечує проходження пасажирів через судна.
Смуги очікування для поїздів розташовані по обидва боки залізничної колії, на березі пари мостів, для вантажних і легкових автомобілів. Існуючі двоповерхові поромні переправи забезпечать двадцять шість вагонів загальною довжиною 364 метри, передбачених для кожного серванта для обслуговування поромів. Номінальна зона очікування порома становить 400 метрів. Загальна пропускна здатність поромного терміналу становить 288 000 TEU контейнерів або 5,9 млн тонн вантажів на рік. На азербайджанському каспійському поромному терміналі знаходиться 13 поромів.
Поточний головний вантажний термінал Бакинського порту розташований в центрі Баку. Є три доки загальною довжиною 545 метрів. Один з цих кораблів може використовуватися для роботи з судами Ро-Ро, які зазвичай перевозять пасажирів і автомобілі між Баку і Туркменістаном. Глибина узбережжя на 7 метрів нижче рівня Каспійського моря. Вантажопідйомність оснащена чотирнадцятьма чотириметровими кранами вантажопідйомністю до 40 тонн. Комплекти для завантаження контейнерів вантажопідйомністю від 1,5 до 10 тонн і місткістю тридцять вісім тонн ефективно використовуються для загальних і контейнерних вантажів. Термінал дозволяє обробити більше мільйона одиниць паль і контейнерів, включаючи цемент, клінкер і арматуру.

## Новий порт Алят
Новий порт Алят розташований за 70 км від Баку, на перетині ліній ТРАСЕКА і коридору «Північ-Південь», а також є частиною транспортного вузла, що сполучає захід (Туреччину і ЄС), південь (Іран і Індію) і північ (Росію).

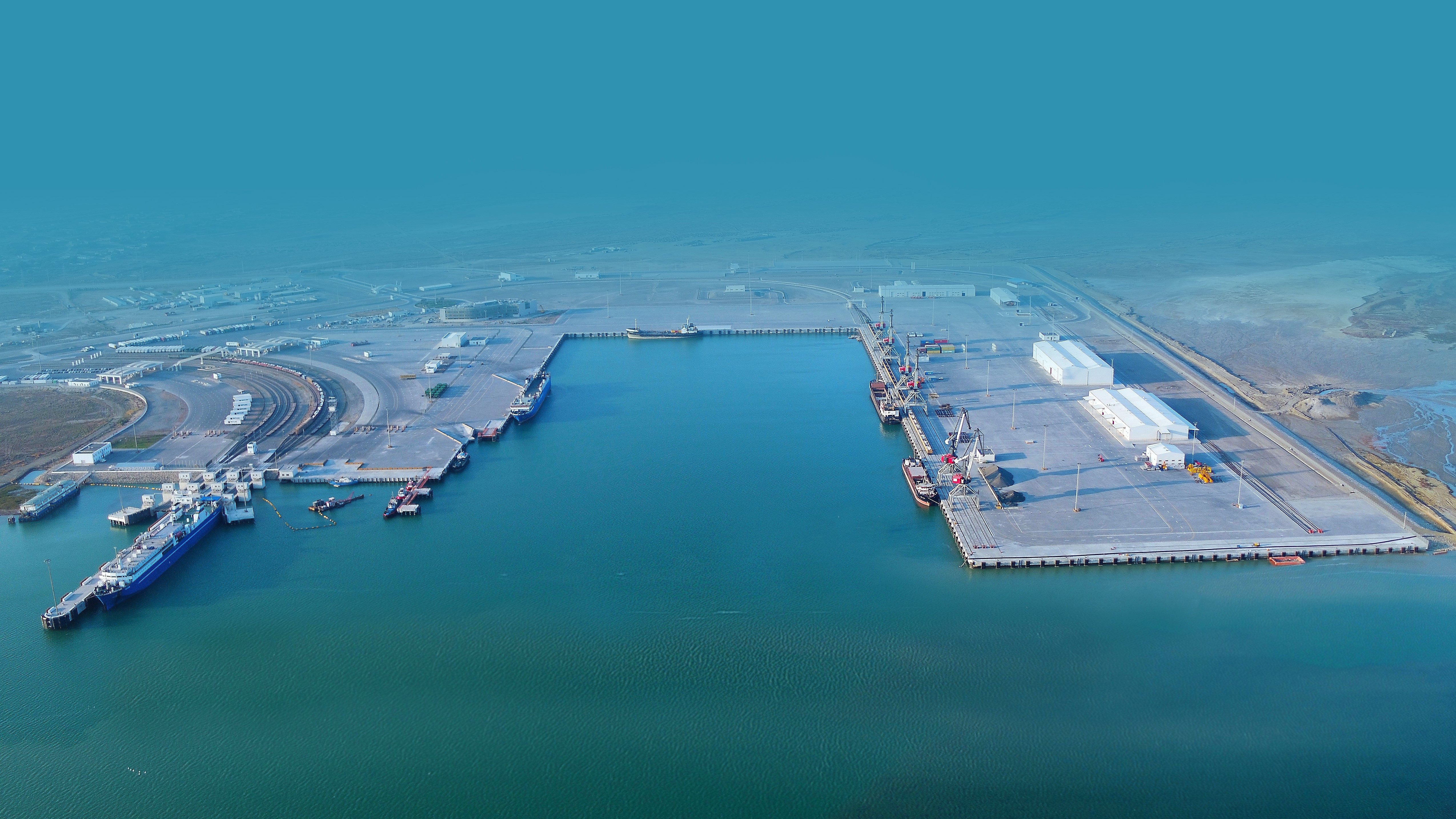
Новий Бакинський порт Алят

Три міжнародні залізничні лінії, проходять через Алятський порт:
- Північно-західна лінія — через Баку до Росії;
- Західна лінія — через Грузію до берегів Чорного моря і Туреччини;
- Південна лінія — в райони на півдні і до кордону з Іраном.

У 2007 році президентом було підписано розпорядження про будівництво нового комплексу морського торгового порту. Фундамент нового порту був закладений президентом Ільхамом Алієвим 3 листопада 2010 року. Відкриття поромного терміналу нового портового комплексу в селищі Алят відбулося 22 вересня 2014 року за участю президента Азербайджану Ільхама Алієва.
Новий порт розташований за 65 км від столиці та займає площу 400 га, і на даний момент здатний приймати 10 млн тонн вантажів та 40 тис. контейнерів. На наступному етапі порт зможе приймати 17 млн тонн вантажів і 150 тис. контейнерів, а по завершенні будівництва порт буде здатний обробляти 25 млн тонн вантажів та 1 млн контейнерів щорічно, що робить його важливою ланкою в мінливій транспортній схемі регіону і виробничим центром нового Шовкового шляху, що активно розвивається.
Через розташування старого порту в центрі Баку і завантаженості доріг в столиці транспортування вантажів з порту займала досить багато часу. Після будівництва нового міжнародного порту в селищі Аляти це питання вирішене, оскільки він розташовується по дорозі в напрямку Грузії. Порт в Алят знаходиться на перехресті відразу двох найважливіших транспортних коридорів зі сходу на захід з Казахстану до Європи і з півночі на південь з Росії до Ірану.
17 березня 2016 року президент Азербайджану Ільхам Алієв підписав розпорядження про створення спеціальної економічної зони за типом Зони Вільної Торгівлі, в селищі Алят Гарадазького району, включаючи територію нового Бакинського міжнародного морського торгового порту.
9 січня 2018 року відбулося відкриття терміналу RO-RO в комплексі Бакинського міжнародного морського торгового порту. Президент взяв участь у відкритті в селищі Алят і ознайомився з виконаної в комплексі роботою.
14 травня 2018 року відбулося відкриття нового комплексу Бакинського міжнародного морського торгового порту, на якому взяв участь президент і ознайомився з умовами. Тут побудовані портова операційна будівля, вантажні склади і ділянки, прикордонний пункт і пункт митної служби та інші будівлі різного призначення. Порт отримує електроенергію з двох джерел — електрична підстанція Алят і модульна електростанція Сангачала. Загальний план та проект нового комплексу порту належать нідерландській компанії Royal Haskoning, а будівельні роботи проводилися місцевою компанією ВАТ Evrascon .

### Зелений Порт
Новий порт Баку в Алят прагне отримати статус зеленого порту і відповідно затверджує програми по скороченню відходів, повторного використання матеріалів, використання ефективних технологій для мінімалізації викидів вуглекислого газу.
На північ і на захід від порту, протягом берега передбачається створення спеціальних зелених зон, які будуть націлені на збагачення ґрунту і уміреності місцевого мікроклімату.
Програма включає в себе три основних компоненти: Екологічне планування і стратегія, просування низьковуглецевої діяльності, національна політика екології та реплікації.

### ЗВТ
17 березня 2016 року президент Азербайджану Ільхам Алієв підписав розпорядження про створення спеціальної економічної зони за типом Зони Вільної Торгівлі, в селищі Алят Гарадазького району, включаючи територію нового Бакинського міжнародного морського торгового порту. <sup id="mwdw">[4]</sup> 7 вересня 2016 року Бакинський Порт підписав угоду з " DP World " ОАЕ з надання консалтингових послуг для установи ЗВТ.
Зона вільної торгівлі розташований на території площею в 100 га. ЗВТ, метою якого є перетворення порту Баку на головний логістичний центр Центральної Євразії, будується на залізничному перетині. Зона Вільної Торгівлі включає в себе кілька складових, таких як паркування для вантажних автомобілів, міжнародний і внутрішній транспортні центри тощо

## Міжнародне співробітництво
У липні 2015 року був підписаний меморандум з Портом Антверпена, який в жовтні був доповнений угодами.
24-25 травня 2016 року ЗАТ в рамках програми TAİEX ЄС провів семінар, метою якого було вивчення досвіду країн-членів ЄС в сфері управління операціями портів. В рамках семінару співробітникам державних установ, а також партнерських організацій і підприємств були пройдені тренінги на теми «Морські порти і їх функції в 21-му столітті», «Роль морських портів в міжнародній торгівлі і транспорті», «Становлення портів в конкурентоспроможне підприємство», «Керівництво та інновації в середніх і малих портах», «Альтернативне керівництво порту і структура управління» з боку запрошених фахівців з Італії, Нідерландів, Румунії, Бельгії.
8 грудня 2016 року ЗАТ підписав Меморандум про Взаєморозуміння (МОВ) з Ісламської Корпорацією з розвитку приватного сектора.